# Ostrzeszów-Pustkowie
Ostrzeszów-Pustkowie es un pueblo en el municipio de Ostrzeszów, comprendido en el distrito de Ostrzeszów, voivodato de Gran Polonia, en el centro oeste de Polonia. Se encuentra aproximadamente a 3 kilómetros al noroeste de Ostrzeszów, y a 132 kilómetros al sureste de la capital regional Poznań.